# Puchar IBU w biathlonie 2012/2013
Puchar IBU w biathlonie 2012/2013 – piąta edycja tego cyklu zawodów. Inauguracja nastąpiła 23 listopada 2012 w Idre, zaś Puchar zakończył się 10 lutego 2013 w słowackim Osrblie.
Trofeum klasyfikacji generalnej mężczyzn bronił reprezentant Niemiec Benedikt Doll, który wyprzedził Rosjanina Maksima Burtasowa oraz swojego rodaka Erika Lessera. Wśród pań tytułu broniła Maren Hammerschmidt, drugie miejsce zajęła Rosjanka Marina Korowina, zaś trzecie, inna Niemka Juliane Döll. Obydwie klasyfikacje Pucharu Narodów zwyciężyli Rosjanie.

## Mężczyźni

### Wyniki
| 1. Puchar IBU w Idre, 23.11.2012 – 25.11.2012 | 1. Puchar IBU w Idre, 23.11.2012 – 25.11.2012 | 1. Puchar IBU w Idre, 23.11.2012 – 25.11.2012 | 1. Puchar IBU w Idre, 23.11.2012 – 25.11.2012 | 1. Puchar IBU w Idre, 23.11.2012 – 25.11.2012 |
| Data                                          | Konkurencja                                   | miejsce                                       | miejsce                                       | miejsce                                       |
| --------------------------------------------- | --------------------------------------------- | --------------------------------------------- | --------------------------------------------- | --------------------------------------------- |
| 24 listopada 2012                             | Sprint (10 km)                                | Julian Eberhard                               | Tobias Eberhard                               | Wiktor Wasiljew                               |
| 25 listopada 2012                             | Sprint (10 km)                                | Julian Eberhard                               | Timofiej Łapszyn                              | Claudio Böckli                                |

| 2. Puchar IBU w Beitostølen, 29.11.2012 – 1.12.2012 | 2. Puchar IBU w Beitostølen, 29.11.2012 – 1.12.2012 | 2. Puchar IBU w Beitostølen, 29.11.2012 – 1.12.2012 | 2. Puchar IBU w Beitostølen, 29.11.2012 – 1.12.2012 | 2. Puchar IBU w Beitostølen, 29.11.2012 – 1.12.2012 |
| Data                                                | Konkurencja                                         | miejsce                                             | miejsce                                             | miejsce                                             |
| --------------------------------------------------- | --------------------------------------------------- | --------------------------------------------------- | --------------------------------------------------- | --------------------------------------------------- |
| 30 listopada 2012                                   | Bieg indywidualny (20 km)                           | Iwan Czeriezow                                      | Alexander Os                                        | Timofiej Łapszyn                                    |
| 1 grudnia 2012                                      | Sprint (10 km)                                      | Julian Eberhard                                     | Aleksiej Slepow                                     | Alexander Os                                        |

| 3. Puchar IBU w Forni Avoltri, 12.12.2012 – 16.12.2012 | 3. Puchar IBU w Forni Avoltri, 12.12.2012 – 16.12.2012 | 3. Puchar IBU w Forni Avoltri, 12.12.2012 – 16.12.2012 | 3. Puchar IBU w Forni Avoltri, 12.12.2012 – 16.12.2012 | 3. Puchar IBU w Forni Avoltri, 12.12.2012 – 16.12.2012 |
| Data                                                   | Konkurencja                                            | miejsce                                                | miejsce                                                | miejsce                                                |
| ------------------------------------------------------ | ------------------------------------------------------ | ------------------------------------------------------ | ------------------------------------------------------ | ------------------------------------------------------ |
| 15 grudnia 2012                                        | Sprint (10 km)                                         | Aleksiej Wołkow                                        | Tobias Eberhard                                        | Daniel Mesotitsch                                      |
| 16 grudnia 2012                                        | Bieg pościgowy (12,5 km)                               | Tobias Eberhard                                        | Aleksiej Wołkow                                        | Timofiej Łapszyn                                       |

| 4. Puchar IBU w Otepää, 4.01.2013 – 6.01.2013 | 4. Puchar IBU w Otepää, 4.01.2013 – 6.01.2013 | 4. Puchar IBU w Otepää, 4.01.2013 – 6.01.2013 | 4. Puchar IBU w Otepää, 4.01.2013 – 6.01.2013 | 4. Puchar IBU w Otepää, 4.01.2013 – 6.01.2013 |
| Data                                          | Konkurencja                                   | miejsce                                       | miejsce                                       | miejsce                                       |
| --------------------------------------------- | --------------------------------------------- | --------------------------------------------- | --------------------------------------------- | --------------------------------------------- |
| 5 stycznia 2013                               | Bieg indywidualny (20 km)                     | Wiktor Wasiljew                               | Timofiej Łapszyn                              | Tomáš Holubec                                 |
| 6 stycznia 2013                               | Sprint (10 km)                                | Magnus Jonsson                                | Johannes Thingnes Bø                          | Daniel Mesotitsch                             |

| 5. Puchar IBU w Ostrów, 8.01.2013 – 12.01.2013 | 5. Puchar IBU w Ostrów, 8.01.2013 – 12.01.2013 | 5. Puchar IBU w Ostrów, 8.01.2013 – 12.01.2013 | 5. Puchar IBU w Ostrów, 8.01.2013 – 12.01.2013 | 5. Puchar IBU w Ostrów, 8.01.2013 – 12.01.2013 |
| Data                                           | Konkurencja                                    | miejsce                                        | miejsce                                        | miejsce                                        |
| ---------------------------------------------- | ---------------------------------------------- | ---------------------------------------------- | ---------------------------------------------- | ---------------------------------------------- |
| 11 stycznia 2013                               | Sprint (10 km)                                 | Aleksiej Slepow                                | Sven Grossegger                                | Daniel Böhm                                    |
| 12 stycznia 2013                               | Bieg pościgowy (12,5 km)                       | Aleksiej Slepow                                | Aleksandr Pieczonkin                           | Siergiej Klaczin                               |

| 6. Puchar IBU w Martell, 1.02.2013 – 3.02.2013 | 6. Puchar IBU w Martell, 1.02.2013 – 3.02.2013 | 6. Puchar IBU w Martell, 1.02.2013 – 3.02.2013 | 6. Puchar IBU w Martell, 1.02.2013 – 3.02.2013 | 6. Puchar IBU w Martell, 1.02.2013 – 3.02.2013 |
| Data                                           | Konkurencja                                    | miejsce                                        | miejsce                                        | miejsce                                        |
| ---------------------------------------------- | ---------------------------------------------- | ---------------------------------------------- | ---------------------------------------------- | ---------------------------------------------- |
| 2 lutego 2012                                  | Sprint (10 km)                                 | Erlend Bjøntegaard                             | Aleksiej Wołkow                                | Benedikt Doll                                  |
| 3 lutego 2012                                  | Bieg pościgowy (12,5 km)                       | Erlend Bjøntegaard                             | Aleksiej Wołkow                                | Christoph Stephan                              |

| 7. Puchar IBU w Osrblie, 6.02.2013 – 10.02.2013 | 7. Puchar IBU w Osrblie, 6.02.2013 – 10.02.2013 | 7. Puchar IBU w Osrblie, 6.02.2013 – 10.02.2013                              | 7. Puchar IBU w Osrblie, 6.02.2013 – 10.02.2013                           | 7. Puchar IBU w Osrblie, 6.02.2013 – 10.02.2013                                |
| Data                                            | Konkurencja                                     | miejsce                                                                      | miejsce                                                                   | miejsce                                                                        |
| ----------------------------------------------- | ----------------------------------------------- | ---------------------------------------------------------------------------- | ------------------------------------------------------------------------- | ------------------------------------------------------------------------------ |
| 7 lutego 2013                                   | Bieg indywidualny (20 km)                       | Ted Armgren                                                                  | Christoph Sumann                                                          | Alexander Os                                                                   |
| 9 lutego 2013                                   | Sprint (10 km)                                  | Ted Armgren                                                                  | Aleksiej Slepow                                                           | Daniel Böhm                                                                    |
| 10 lutego 2013                                  | Sztafeta (4*7,5 km)                             | Niemcy Korbinian Raschke · Matthias Bischl · Daniel Böhm · Christoph Stephan | Norwegia Alexander Os · Lars Berger · Jan Olav Gjermundshaug · Martin Eng | Rosja Maksim Burtasow · Iwan Czeriezow · Siergiej Klaczin · Andriej Makowiejew |

### Wyniki Polaków
| Zawodnik      | Idre 24.11 | Idre 25.11 | Beitostølen 30.11 | Beitostølen 01.12 | Forni Avoltri 15.12 | Forni Avoltri 16.12 | Otepää 05.01 | Otepää 06.01 | Ostrów 11.01 | Ostrów 12.01 | Martell 02.02 | Martell 03.02 | Osrblie 07.02 | Osrblie 09.02 |
| G. Bril       | 95         | 81         | –                 | –                 | 78                  | q                   | –            | –            | –            | –            | 66            | q             | 64            | 66            |
| G. Guzik      | –          | –          | –                 | –                 | 94                  | q                   | –            | –            | –            | –            | –             | –             | –             | 59            |
| G. Jakubowicz | –          | –          | –                 | –                 | –                   | –                   | –            | –            | –            | –            | 80            | q             | –             | –             |
| A. Kwak       | –          | –          | –                 | –                 | 89                  | q                   | –            | –            | –            | –            | –             | –             | –             | –             |
| R. Lepel      | –          | –          | –                 | –                 | –                   | –                   | –            | –            | –            | –            | 83            | q             | 78            | 48            |
| K. Pływaczyk  | –          | –          | –                 | –                 | 58                  | 42                  | –            | –            | –            | –            | –             | –             | –             | –             |
| Ł. Słonina    | 97         | 98         | 73                | 82                | –                   | –                   | –            | –            | –            | –            | –             | –             | –             | –             |
| P. Sobies     | 127        | –          | 104               | 88                | –                   | –                   | –            | –            | –            | –            | –             | –             | –             | –             |
| J. Topór      | –          | 97         | 107               | 99                | –                   | –                   | –            | –            | –            | –            | –             | –             | –             | –             |
| M. Zawół      | 119        | 106        | 94                | 97                | –                   | –                   | –            | –            | –            | –            | –             | –             | –             | –             |

### Klasyfikacje
| Miejsce | Imię              | Punkty |
| ------- | ----------------- | ------ |
| 1.      | Wiktor Wasiljew   | 392    |
| 2       | Daniel Böhm       | 376    |
| 3.      | Benedikt Doll     | 365    |
| 4.      | Aleksiej Slepow   | 360    |
| 5.      | Timofiej Łapszyn  | 351    |
| 6.      | Christoph Stephan | 330    |
| 7.      | Alexander Os      | 284    |
| 8.      | Daniel Mesotitsch | 273    |
| 9.      | Tobias Eberhard   | 264    |
| 10.     | Dag Erik Kokkin   | 254    |

| Miejsce | Imię                   | Punkty |
| ------- | ---------------------- | ------ |
| 11.     | Sven Grossegger        | 253    |
| 12.     | Iwan Czeriezow         | 247    |
| 13.     | Aleksandr Pieczonkin   | 224    |
| 14.     | Aleksiej Wołkow        | 222    |
| 15.     | Siergiej Klaczin       | 218    |
| 16.     | Michael Reiter         | 213    |
| 17.     | Julian Eberhard        | 201    |
| 18.     | Antonin Guigonnat      | 200    |
| 19.     | Baptiste Jouty         | 186    |
| 20.     | Jan Olav Gjermundshaug | 182    |

| Miejsce | Imię                   | Punkty |
| ------- | ---------------------- | ------ |
| 1.      | Alexander Os           | 134    |
| 2.      | Wiktor Wasiljew        | 102    |
| 3.      | Timofiej Łapszyn       | 102    |
| 4.      | Christoph Stephan      | 87     |
| 5.      | Iwan Czeriezow         | 84     |
| 6.      | Daniel Böhm            | 72     |
| 7.      | Dag Erik Kokkin        | 71     |
| 8.      | Siergiej Klaczin       | 67     |
| 9.      | Jan Olav Gjermundshaug | 66     |
| 10.     | Ted Armgren            | 60     |

| Miejsce | Imię              | Punkty |
| ------- | ----------------- | ------ |
| 1.      | Daniel Böhm       | 227    |
| 2.      | Wiktor Wasiljew   | 227    |
| 3.      | Aleksiej Slepow   | 226    |
| 4.      | Benedikt Doll     | 222    |
| 5.      | Julian Eberhard   | 201    |
| 6.      | Timofiej Łapszyn  | 169    |
| 7.      | Daniel Mesotitsch | 165    |
| 8.      | Tobias Eberhard   | 152    |
| 9.      | Christoph Stephan | 151    |
| 10.     | Sven Grossegger   | 147    |

| Miejsce | Imię              | Punkty |
| ------- | ----------------- | ------ |
| 1.      | Aleksiej Slepow   | 130    |
| 2       | Aleksiej Wołkow   | 108    |
| 3.      | Daniel Mesotitsch | 107    |
| 4.      | Benedikt Doll     | 95     |
| 5.      | Christoph Stephan | 92     |
| 6.      | Wiktor Wasiljew   | 81     |
| 7.      | Timofiej Łapszyn  | 80     |
| 8.      | Daniel Böhm       | 77     |
| 9.      | Sven Grossegger   | 66     |
| 10.     | Tobias Hermann    | 64     |

| Miejsce | Kraj     | Punkty |
| ------- | -------- | ------ |
| 1.      | Rosja    | 4959   |
| 2.      | Niemcy   | 4776   |
| 3.      | Norwegia | 4775   |
| 4.      | Austria  | 4482   |
| 5.      | Ukraina  | 4031   |
| 6.      | Czechy   | 3701   |
| 7.      | Szwecja  | 3639   |
| 8.      | Kanada   | 3594   |
| 9.      | Francja  | 3580   |
| 10.     | Bułgaria | 3253   |

## Kobiety

### Wyniki
| 1. Puchar IBU w Idre, 23.11.2012 – 25.11.2012 | 1. Puchar IBU w Idre, 23.11.2012 – 25.11.2012 | 1. Puchar IBU w Idre, 23.11.2012 – 25.11.2012 | 1. Puchar IBU w Idre, 23.11.2012 – 25.11.2012 | 1. Puchar IBU w Idre, 23.11.2012 – 25.11.2012 |
| Data                                          | Konkurencja                                   | miejsce                                       | miejsce                                       | miejsce                                       |
| --------------------------------------------- | --------------------------------------------- | --------------------------------------------- | --------------------------------------------- | --------------------------------------------- |
| 24 listopada 2012                             | Sprint (7,5 km)                               | Hilde Fenne                                   | Weronika Nowakowska-Ziemniak                  | Thekla Brun-Lie                               |
| 25 listopada 2012                             | Sprint (7,5 km)                               | Bente Landhem                                 | Éva Tófalvi                                   | Thekla Brun-Lie                               |

| 2. Puchar IBU w Beitostølen, 29.11.2012 – 1.12.2012 | 2. Puchar IBU w Beitostølen, 29.11.2012 – 1.12.2012 | 2. Puchar IBU w Beitostølen, 29.11.2012 – 1.12.2012 | 2. Puchar IBU w Beitostølen, 29.11.2012 – 1.12.2012 | 2. Puchar IBU w Beitostølen, 29.11.2012 – 1.12.2012 |
| Data                                                | Konkurencja                                         | miejsce                                             | miejsce                                             | miejsce                                             |
| --------------------------------------------------- | --------------------------------------------------- | --------------------------------------------------- | --------------------------------------------------- | --------------------------------------------------- |
| 30 listopada 2012                                   | Bieg indywidualny (15 km)                           | Ann Kristin Flatland                                | Anastasija Zagorujko                                | Larisa Kuzniecowa                                   |
| 1 grudnia 2012                                      | Sprint (7,5 km)                                     | Ann Kristin Flatland                                | Larisa Kuzniecowa                                   | Anastasija Zagorujko                                |

| 3. Puchar IBU w Forni Avoltri, 12.12.2012 – 16.12.2012 | 3. Puchar IBU w Forni Avoltri, 12.12.2012 – 16.12.2012 | 3. Puchar IBU w Forni Avoltri, 12.12.2012 – 16.12.2012 | 3. Puchar IBU w Forni Avoltri, 12.12.2012 – 16.12.2012 | 3. Puchar IBU w Forni Avoltri, 12.12.2012 – 16.12.2012 |
| Data                                                   | Konkurencja                                            | miejsce                                                | miejsce                                                | miejsce                                                |
| ------------------------------------------------------ | ------------------------------------------------------ | ------------------------------------------------------ | ------------------------------------------------------ | ------------------------------------------------------ |
| 15 grudnia 2012                                        | Sprint (7,5 km)                                        | Marte Olsbu                                            | Ane Skrove Nossum                                      | Paulina Bobak                                          |
| 16 grudnia 2012                                        | Bieg pościgowy (10 km)                                 | Marte Olsbu                                            | Ane Skrove Nossum                                      | Anastasija Zagorujko                                   |

| 4. Puchar IBU w Otepää, 4.01.2013 – 6.01.2013 | 4. Puchar IBU w Otepää, 4.01.2013 – 6.01.2013 | 4. Puchar IBU w Otepää, 4.01.2013 – 6.01.2013 | 4. Puchar IBU w Otepää, 4.01.2013 – 6.01.2013 | 4. Puchar IBU w Otepää, 4.01.2013 – 6.01.2013 |
| Data                                          | Konkurencja                                   | miejsce                                       | miejsce                                       | miejsce                                       |
| --------------------------------------------- | --------------------------------------------- | --------------------------------------------- | --------------------------------------------- | --------------------------------------------- |
| 5 stycznia 2013                               | Bieg indywidualny (15 km)                     | Jekatierina Jurjewa                           | Anastasija Zagorujko                          | Ane Skrove Nossum                             |
| 6 stycznia 2013                               | Sprint (7,5 km)                               | Jekatierina Jurjewa                           | Evi Sachenbacher-Stehle                       | Anastasija Zagorujko                          |

| 5. Puchar IBU w Ostrów, 8.01.2013 – 12.01.2013 | 5. Puchar IBU w Ostrów, 8.01.2013 – 12.01.2013 | 5. Puchar IBU w Ostrów, 8.01.2013 – 12.01.2013 | 5. Puchar IBU w Ostrów, 8.01.2013 – 12.01.2013 | 5. Puchar IBU w Ostrów, 8.01.2013 – 12.01.2013 |
| Data                                           | Konkurencja                                    | miejsce                                        | miejsce                                        | miejsce                                        |
| ---------------------------------------------- | ---------------------------------------------- | ---------------------------------------------- | ---------------------------------------------- | ---------------------------------------------- |
| 11 stycznia 2013                               | Sprint (7,5 km)                                | Jekatierina Jurjewa                            | Wałentina Nazarowa                             | Ane Skrove Nossum                              |
| 12 stycznia 2013                               | Bieg pościgowy (10 km)                         | Jekatierina Jurjewa                            | Evi Sachenbacher-Stehle                        | Wałentina Nazarowa                             |

| 6. Puchar IBU w Martell, 1.02.2013 – 3.02.2013 | 6. Puchar IBU w Martell, 1.02.2013 – 3.02.2013 | 6. Puchar IBU w Martell, 1.02.2013 – 3.02.2013 | 6. Puchar IBU w Martell, 1.02.2013 – 3.02.2013 | 6. Puchar IBU w Martell, 1.02.2013 – 3.02.2013 |
| Data                                           | Konkurencja                                    | miejsce                                        | miejsce                                        | miejsce                                        |
| ---------------------------------------------- | ---------------------------------------------- | ---------------------------------------------- | ---------------------------------------------- | ---------------------------------------------- |
| 2 lutego 2012                                  | Sprint (7,5 km)                                | Karolin Horchler                               | Anastasija Zagorujko                           | Iana Bondar                                    |
| 3 lutego 2012                                  | Bieg pościgowy (10 km)                         | Karolin Horchler                               | Anastasija Zagorujko                           | Swietłana Slepcowa                             |

| 7. Puchar IBU w Osrblie, 6.02.2013 – 10.02.2013 | 7. Puchar IBU w Osrblie, 6.02.2013 – 10.02.2013 | 7. Puchar IBU w Osrblie, 6.02.2013 – 10.02.2013                        | 7. Puchar IBU w Osrblie, 6.02.2013 – 10.02.2013                                            | 7. Puchar IBU w Osrblie, 6.02.2013 – 10.02.2013                                      |
| Data                                            | Konkurencja                                     | miejsce                                                                | miejsce                                                                                    | miejsce                                                                              |
| ----------------------------------------------- | ----------------------------------------------- | ---------------------------------------------------------------------- | ------------------------------------------------------------------------------------------ | ------------------------------------------------------------------------------------ |
| 7 lutego 2013                                   | Bieg indywidualny (15 km)                       | Anastasija Zagorujko                                                   | Evi Sachenbacher-Stehle                                                                    | Maren Hammerschmidt                                                                  |
| 9 lutego 2013                                   | Sprint (7,5 km)                                 | Anastasija Zagorujko                                                   | Jekatierina Jurjewa                                                                        | Evi Sachenbacher-Stehle                                                              |
| 10 lutego 2013                                  | Sztafeta (4*6 km)                               | Norwegia Jori Mørkve · Ane Skrove Nossum · Bente Ladheim · Marte Olsbu | Niemcy Maren Hammerschmidt · Carolin Hennecke · Karolin Horchler · Evi Sachenbacher-Stehle | Rosja Jekatierina Jurjewa · Anastasija Tokarewa · Natalja Sorokina · Marina Korowina |

### Wyniki Polek
| Zawodniczka   | Idre 24.11 | Idre 25.11 | Beitostølen 30.11 | Beitostølen 01.12 | Forni Avoltri 15.12 | Forni Avoltri 16.12 | Otepää 05.01 | Otepää 06.01 | Ostrov 11.01 | Ostrov 12.01 | Martell 02.02 | Martell 03.02 | Osrblie 07.02 | Osrblie 09.02 |
| K. Batożyńska | –          | –          | 66                | 82                | –                   | –                   | –            | –            | –            | –            | –             | –             | –             | –             |
| P. Bobak      | 12         | 8          | –                 | –                 | 3                   | 16                  | –            | –            | –            | –            | 9             | 26            | 5             | 27            |
| A. Cyl        | 31         | –          | –                 | –                 | –                   | –                   | –            | –            | –            | –            | 20            | 23            | 25            | 11            |
| M. Hojnisz    | 58         | 31         | –                 | –                 | –                   | –                   | –            | –            | –            | –            | –             | –             | –             | –             |
| P. Hojnisz    | –          | –          | –                 | –                 | 70                  | q                   | –            | –            | –            | –            | 67            | q             | 17            | 58            |
| K. Leja       | –          | –          | –                 | –                 | –                   | –                   | –            | –            | –            | –            | 55            | 42            | –             | –             |
| K. Mitoraj    | –          | –          | –                 | 86                | –                   | –                   | –            | –            | –            | –            | –             | –             | –             | –             |
| W. Nowakowska | 2          | 4          | –                 | –                 | –                   | –                   | –            | –            | –            | –            | –             | –             | –             | –             |

### Klasyfikacje
| Miejsce | Imię                    | Punkty |
| ------- | ----------------------- | ------ |
| 1.      | Anastasija Zagorujko    | 562    |
| 2       | Evi Sachenbacher-Stehle | 454    |
| 3.      | Jori Mørkve             | 389    |
| 4.      | Wałentina Nazarowa      | 369    |
| 5.      | Ane Skrove Nossum       | 361    |
| 6.      | Jekatierina Jurjewa     | 337    |
| 7.      | Larisa Kuzniecowa       | 290    |
| 8.      | Inna Suprun             | 259    |
| 9.      | Carolin Hennecke        | 245    |
| 10.     | Anaïs Chevalier         | 243    |

| Miejsce | Imię                     | Punkty |
| ------- | ------------------------ | ------ |
| 11.     | Paulina Bobak            | 237    |
| 12.     | Marte Olsbu              | 232    |
| 13.     | Jacguemine Baud          | 227    |
| 14.     | Mona Brorsson            | 220    |
| 15.     | Jana Romanowa            | 208    |
| 16.     | Thekla Brun-Lie          | 206    |
| 17.     | Bente Landheim           | 205    |
| 18.     | Vilde Ravnsborg Gurigard | 202    |
| 19.     | Maren Wangensteen        | 198    |
| 20.     | Karolin Horchler         | 192    |

| Miejsce | Imię                    | Punkty |
| ------- | ----------------------- | ------ |
| 1.      | Anastasija Zagorujko    | 168    |
| 2.      | Evi Sachenbacher-Stehle | 106    |
| 3.      | Jekatierina Jurjewa     | 103    |
| 4.      | Larisa Kuzniecowa       | 86     |
| 5.      | Ane Skrove Nossum       | 82     |
| 6.      | Jori Mørkve             | 74     |
| 7.      | Anaïs Chevalier         | 72     |
| 8.      | Anna Bułygina           | 66     |
| 9.      | Wałentina Nazarowa      | 66     |
| 10.     | Ann Kristin Flatland    | 60     |

| Miejsce | Imię                    | Punkty |
| ------- | ----------------------- | ------ |
| 1.      | Anastasija Zagorujko    | 292    |
| 2.      | Jori Mørkve             | 273    |
| 3.      | Evi Sachenbacher-Stehle | 251    |
| 4.      | Bente Ladheim           | 175    |
| 5.      | Jekatierina Jurjewa     | 174    |
| 6.      | Wałentina Nazarowa      | 172    |
| 7.      | Ane Skrove Nossum       | 165    |
| 8.      | Paulina Bobak           | 157    |
| 9.      | Inna Suprun             | 154    |
| 10.     | Thekla Brun-Lie         | 153    |

| Miejsce | Imię                    | Punkty |
| ------- | ----------------------- | ------ |
| 1.      | Wałentina Nazarowa      | 131    |
| 2       | Ane Skrove Nossum       | 114    |
| 3.      | Anastasija Zagorujko    |        |
| 4.      | Evi Sachenbacher-Stehle | 97     |
| 5.      | Marte Olsbu             | 91     |
| 6.      | Jacquemine Baud         | 86     |
| 7.      | Jori Mørkve             | 85     |
| 8.      | Larisa Kuzniecowa       | 68     |
| 9.      | Inna Suprun             | 63     |
| 10.     | Darja Jurkiewicz        | 62     |

| Miejsce | Kraj     | Punkty |
| ------- | -------- | ------ |
| 1.      | Rosja    | 5097   |
| 2.      | Norwegia | 5006   |
| 3.      | Ukraina  | 4029   |
| 4.      | Kanada   | 3999   |
| 5.      | Czechy   | 3693   |
| 6.      | Szwecja  | 3366   |
| 7.      | Niemcy   | 3212   |
| 8.      | Francja  | 3140   |
| 9.      | Białoruś | 3110   |
| 10.     | Bułgaria | 2936   |

## Sztafety mieszane
| 3. Puchar IBU w Forni Avoltri, 12.12.2012 – 16.12.2012 | 3. Puchar IBU w Forni Avoltri, 12.12.2012 – 16.12.2012 | 3. Puchar IBU w Forni Avoltri, 12.12.2012 – 16.12.2012                                     | 3. Puchar IBU w Forni Avoltri, 12.12.2012 – 16.12.2012          | 3. Puchar IBU w Forni Avoltri, 12.12.2012 – 16.12.2012                        |
| Data                                                   | Konkurencja                                            | miejsce                                                                                    | miejsce                                                         | miejsce                                                                       |
| ------------------------------------------------------ | ------------------------------------------------------ | ------------------------------------------------------------------------------------------ | --------------------------------------------------------------- | ----------------------------------------------------------------------------- |
| 13 grudnia 2012                                        | Sztafeta mieszana (2 * 6 km + 2 * 7,5 km)              | Norwegia Anastasija Zagorujko · Marina Korowina · Aleksandr Pieczjonkin · Timofiej Łapszyn | Ukraina Iana Bondar · Inna Suprun · Roman Pryma · Ołeh Bereżnyj | Francja Jacquemine Baud · Anais Chevalier · Baptiste Jouty · Antonin Guigonat |

| 5. Puchar IBU w Ostrów, 8.01.2013 – 12.01.2013 | 5. Puchar IBU w Ostrów, 8.01.2013 – 12.01.2013 | 5. Puchar IBU w Ostrów, 8.01.2013 – 12.01.2013                                 | 5. Puchar IBU w Ostrów, 8.01.2013 – 12.01.2013                                   | 5. Puchar IBU w Ostrów, 8.01.2013 – 12.01.2013                                     |
| Data                                           | Konkurencja                                    | miejsce                                                                        | miejsce                                                                          | miejsce                                                                            |
| ---------------------------------------------- | ---------------------------------------------- | ------------------------------------------------------------------------------ | -------------------------------------------------------------------------------- | ---------------------------------------------------------------------------------- |
| 9 stycznia 2013                                | Sztafeta mieszana (2 * 6 km + 2 * 7,5 km)      | Norwegia Jori Mørkve · Ane Skrove Nossum · Jan Olav Gjermundshaug · Martin Eng | Niemcy Carolin Hennecke · Evi Sachenbacher-Stehle · Tobias Hermann · Daniel Böhm | Rosja Larisa Kuzniecowa · Jekatierina Jurjewa · Wiktor Wasiljew · Timofiej Łapszyn |